# Virus de la gravure du tabac
Potyvirus nicotianainsculpentis
Espèce
Potyvirus nicotianainsculpentis, aussi appelé virus de la gravure du tabac (ou TEV, acronyme de Tobacco etch virus), est un phytovirus du genre Potyvirus (famille des Potyviridae).
À l'instar des autres membres du genre Potyvirus, le TEV a un génome monopartite à simple brin d'ARN à polarité positive, entouré d'une capside constituée d'une seule protéine virale. Le virion est une particule filamenteuse d'environ 730 nm de long. 
Sa transmission se fait, selon un mode non persistant, par plus de dix espèces de pucerons,  dont Myzus persicae. Il se transmet aussi facilement par inoculation mécanique, mais ne semble pas être transmis par les graines.

## Plantes hôtes
Ce virus infecte de nombreuses espèces de Solanaceae, dont plusieurs plantes cultivées de grande importance agricole. Parmi celles-ci figurent des piments (Capsicum annuum, Capsicum frutescens), la tomate (Solanum lycopersicon), le  tabac (Nicotiana spp.).
Il infecte aussi diverses plantes adventices vivaces qui peuvent servir de réservoirs de virus pour des infections ultérieures de plantes cultivées. Parmi ces adventices, on trouve notamment la morelle noire (Solanum nigrum), la pomme d'amour (Solanum aculeatissimum), le chénopode blanc (Chenopodium album), le datura stramoine (Datura stramonium), la linaire du Canada (Linaria canadensis)et des espèces du genre Physalis. De ce fait, la lutte contre ce virus passe par la maîtrise des adventices aussi bien dans les cultures de Solanacées sensibles que dans les espaces environnants.

## Symptômes
Les symptômes exprimés par les plantes infectées varient selon les espèces. Toutefois, les symptômes caractéristiques comprennent des éclaircissements des nervures, des marbrures et des lignes nécrotiques ou gravures.
Ces symptômes peuvent se manifester sur les feuilles et les fruits, et les plantes peuvent se rabougrir.
Comme les autres Potyvirus, le TEV crée des inclusions virales qui peuvent être observées au microscope si elles sont correctement colorées,,. 
Ce Potyvirus particulier crée deux sortes d'inclusions qui peuvent être diagnostiquées chez un hôte donné.  L'une de ces inclusions est de type cylindrique et se trouve dans le cytoplasme des cellules infectées et la seconde se trouve dans le noyau. Aucune de ces inclusions ne se colore dans le réactif  à acide nucléique (AzureA).

## Répartition
Le TEV semble être un virus qui a évolué dans le Nouveau Monde. Il a été signalé au Canada, aux États-Unis (y compris Hawaï), au Mexique et à Porto Rico en Amérique du Nord et au Venezuela en Amérique du Sud.